# Landtag (Prusy)
Landtag Pruski lub Pruski Sejm Krajowy (niem. Preußischer Landtag) – parlament Królestwa Prus, a później kraju związkowego, Wolnego Państwa Prusy.

## Królestwo Prus
W następstwie rewolucji marcowej 1848 król Prus Fryderyk Wilhelm IV i premier Gottfried Ludolf Camphausen zgodzili się na powołanie w drodze wyborów Pruskiego Zgromadzenia Narodowego. Działało ono od 21 maja do 5 grudnia 1848 i zostało zniesione dekretem królewskim. Konstytucja Prus powołała w to miejsce dwuizbowy parlament – Landtag, który składał się z izby niższej, zwanej od 1885 Izbą Posłów (niem. Abgeordnetenhaus) i izby wyższej, od 1855 Izby Panów (niem. Herrenhaus). Członkowie Izby Posłów byli wybierani w wyborach kurialnych (przyporządkowanie do kurii zależało od wysokości płaconych podatków), a członkowie Izby Panów byli dziedziczni lub powoływani dożywotnio przez króla. W 1870 cesarz Wilhelm I zmodyfikował zasady wyboru do Izby Posłów w 1870 i odtąd większość posłów była wybierana w wyborach tajnych i równych.
Landtag miał władzę ustawodawczą, m.in. uchwalał budżet. W 1861 i 1862 doszło do konfliktu między parlamentem a królem Wilhelmem I i jego ministrem wojny Albrechtem von Roonem na tle żądania zwiększenia budżetu wojskowego i wprowadzenia trzyletniej obowiązkowej służby wojskowej. Wobec odmowy uchwalenia budżetu Wilhelm I za namową Roona mianował premierem Ottona von Bismarcka, który rządził bez uchwalonego budżetu ignorując protesty Landtagu aż do 1866 (po zwycięskiej dla Prus bitwie pod Sadową, gdy Landtag zatwierdził przeszłe działania Bismarcka).

## Kraj związkowyWolne Państwo Prusy
Landtag został reaktywowany jako parlament Prus w 1919. Izba niższa pochodziła z powszechnych i równych wyborów, a Izbę Panów zastąpiła Pruska Rada Stanu. Pierwsze wybory do Landtagu odbyły się 20 lutego 1921, a ostatnie 5 marca 1933.

## Budynek
Od 1899 Izba Posłów obradowała w budynku położonym przy Prinz-Albrecht-Straße (obecnie Niederkirchnerstraße) w Berlinie. Architektem był Friedrich Schulze. Obecnie w tym budynku mieści się Izba Deputowanych Berlina.

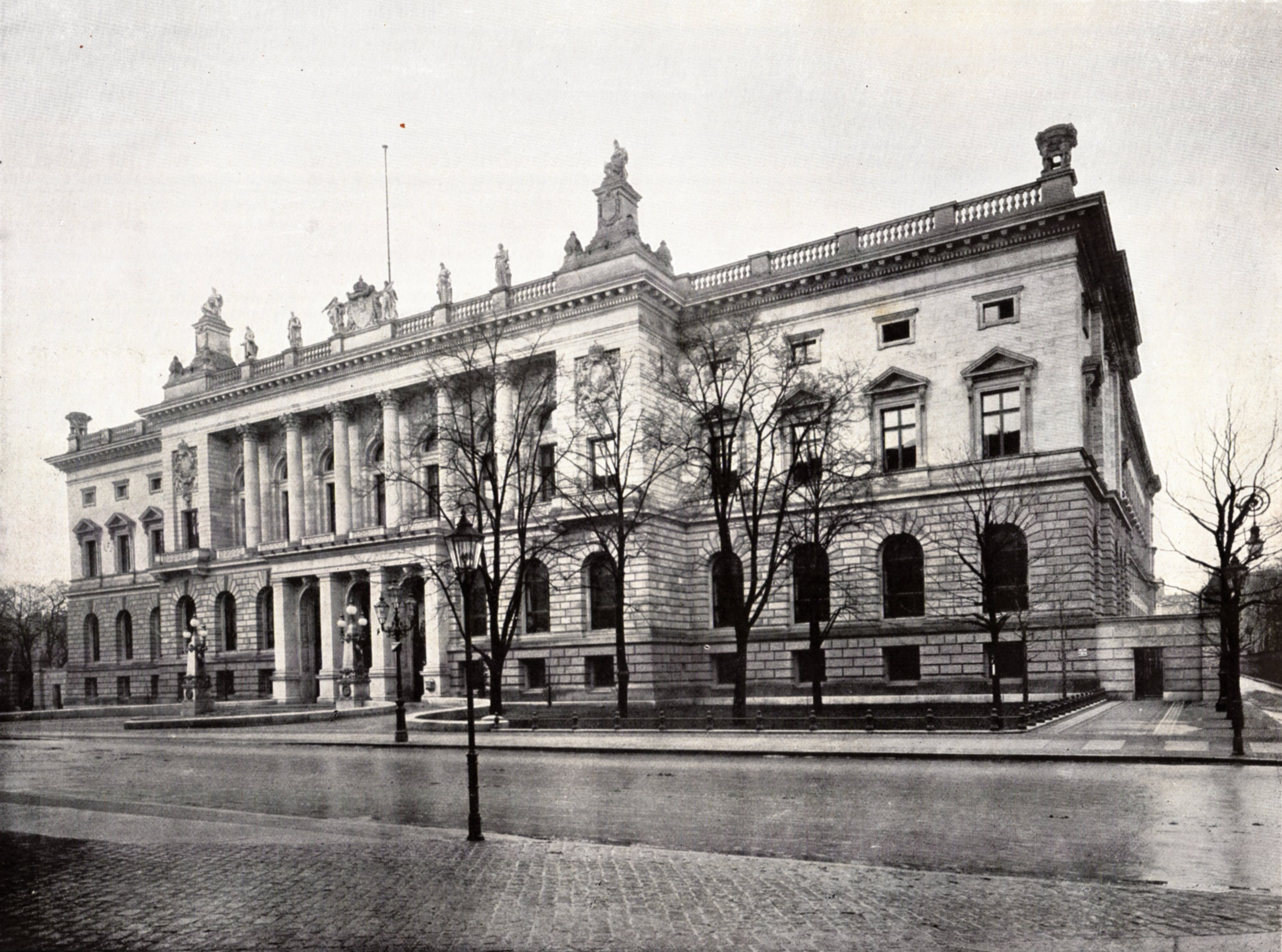
Budynek Izby Posłów ok. 1900

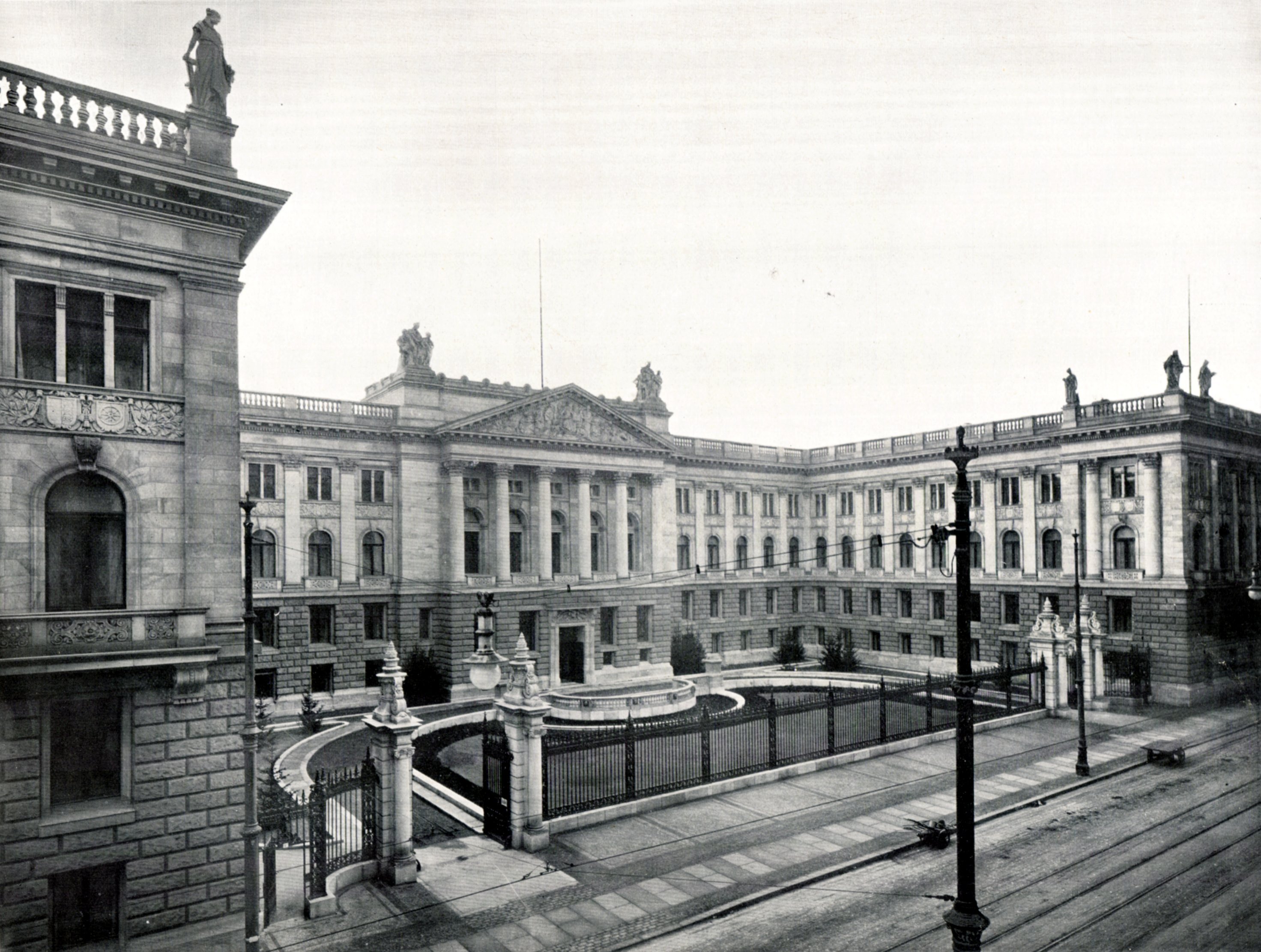
Budynek Izby Panów ok. 1900

Budynek Izby Panów przy Leipziger Straße został oddany w 1904 (architektem również był Schulze). Od 2000 jest siedzibą Bundesratu.